# Bartosz Bednorz
Bartosz Bednorz (Zabrze, 25 luglio 1994) è un pallavolista polacco, schiacciatore del Projekt Warszawa.

## Carriera

### Club
La carriera di Bartosz Bednorz inizia a livello giovanile nella formazione del SMS Spała, che riunisce i migliori prospetti pallavolistici polacchi, dove milita dal 2010 al 2013. Viene quindi ingaggiato dal AZS Częstochowa con la cui maglia esordisce in Polska Liga Siatkówki nella stagione 2013-14, trasferendosi quindi in quella successiva all'AZS Olsztyn, sempre nella medesima serie, dove rimane per due annate. Nel campionato 2016-17 passa quindi allo Skra Bełchatów, dove conquista i primi trofei: una Supercoppa polacca, competizione che lo vede premiato come MVP, e uno scudetto.
Nella stagione 2018-19 indossa la maglia del Modena, con cui disputa la Superlega italiana: nel biennio con la formazione emiliana conquista una Supercoppa italiana. Per il campionato 2020-21 si accasa allo Zenit-Kazan, nella Superliga russa, con cui si aggiudica la Supercoppa e una Coppa di Russia. Nella stagione successiva milita dapprima in Cina con lo Shanghai, poi rientra in patria per concludere l'annata difendendo i colori dello ZAKSA con il quale vince una coppa nazionale, una Champions League e una Supercoppa polacca, dove è premiato anche come miglior giocatore.
Dopo un campionato e mezzo con il club di Kędzierzyn-Koźle, nella stagione 2024-25 viene ingaggiato dall'Asseco Resovia, sempre nella massima divisione polacca, dove rimane anche nella stagione 2025-26, passando al Projekt Warszawa.

### Nazionale
Nel 2015 ottiene le prime convocazioni in nazionale polacca, con la quale si aggiudica le medaglie di bronzo alla European League 2015 e alla Volleyball Nations League 2019.
Nel 2021 vince la medaglia d'argento alla Volleyball Nations League, a cui segue il bronzo nell'edizione 2022 e l'oro in quella 2023, oltre all'oro al campionato europeo 2023. Nel 2024 conquista il bronzo alla Volleyball Nations League, mentre nel 2025 mette al collo la medaglia d'oro alla Volleyball Nations League.

## Palmarès

### Club
- Campionato polacco: 1

2017-18
- Coppa di Polonia: 1

2022-23
- Supercoppa polacca: 2

2017, 2023
- Supercoppa italiana: 1

2018
- Supercoppa russa: 1

2020
- CEV Champions League: 1

2022-23

### Nazionale (competizioni minori)
- European League 2015
- Memorial Hubert Wagner 2023

### Premi individuali
- 2017 - Supercoppa polacca: MVP
- 2019 - Volleyball Nations League: Miglior schiacciatore
- 2023 - Supercoppa polacca: MVP